# Quadrinhos eróticos
Quadrinhos eróticos  são histórias em quadrinhos, que se centram principalmente na nudez e atividade sexual como elemento principal ou como um elemento importante para a história. Como tal, eles geralmente não podem ser vendidos para menores de idade. Como outros gêneros de quadrinhos, eles podem consistir de uma única página, histórias curtas, tiras de jornal ou graphic novel.
Quadrinho erótico um gênero de quadrinhos que se caracteriza pela exploração de vários elementos relacionados à luxúria, que muitas vezes incluem o tema erótico, o homoerotismo, a apresentação do nu e do seminu, o tema relacionado à sexualidade e apresentação de material explícito (apresentação de sexo explícito). Devido ao seu destino popular, sua natureza irreal e seus parâmetros de censura limitados a uma certa carga sexual, não se qualifica como obsceno ou pornográfico.
Durante meados do século XX, a maioria das histórias em quadrinhos foram produzidas para crianças, e nos Estados Unidos, o conteúdo da maioria das histórias em quadrinhos foram restringidas pelo Comics Code Authority para ser adequado para a um público infanto-juvenil. Consequentemente, histórias em quadrinhos eróticas, por vezes, têm sido alvo de críticas e escrutínio extra comparados a outras formas de arte erótica e narração de histórias. Além disso, a aplicação de leis contra determinados tipos de pornografia e para materiais com personagens fictícios, sem as idades legais, têm variado internacionalmente.
Originalmente confinado à ilegalidade ou a um erotismo altamente sugerido, ele realmente se desenvolveu a partir de meados da década de 1960 nos Estados Unidos (via underground comix) e na França (por meio de publicações luxuosas). A crescente afirmação da liberdade de expressão permite seu forte desenvolvimento nos anos seguintes, atrás de autores como Georges Pichard ou Guido Crepax. No entanto, ele tende a desaparecer como tal no início dos anos 80, com o erotismo se tornando parte integrante de grande parte da produção adulta na Europa, enquanto o quadrinho pornográfico está ganhando força. Foi também nessa época que as revistas em quadrinhos pornográficas nasceram no Japão. Com a chegada da internet e a penetração dos quadrinhos asiáticos no Ocidente, a história em quadrinhos pornográfica está experimentando um novo boom, ao mesmo tempo em que permanece um gênero de quadrinhos um pouco menor.

## Temáticas
São destinados a um público adulto, que se pretende se excitar. Isso seria favorecido pelas qualidades intrínsecas do ambiente, que permitem ter protagonistas cujas habilidades físicas e sexuais podem "exceder em muito os limites da realidade", bem como "a morbidade especial da imagem fixa,  com imobilidade submissa permite que o leitor recriar em cada meandro do traço ". Um autor como Víctor de la Fuente que teve que se dedicar ao gênero por razões financeiras sustenta, no entanto, uma opinião muito diferente, considerando que "a delimitação entre erotismo e pornografia é "um assunto estritamente pessoal", embora "possamos dizer que o quadrinho erótico se limita a mostrar generosamente a epiderme e sugerir com mais ou menos malícia", enquanto o pornográfico ilustra as relações sexuais que mantêm. as personagens. Nesse sentido, os fãs de quadrinhos japoneses distinguem o ecchi (ッチ), que não mostra o ato sexual, o hentai (変態) que é totalmente pornográfico. Sensualidade, no entanto, pode estar presente em outros tipos de quadrinhos. Esse é o caso, por exemplo, dos super-heróis, que estão vestidos com trajes que sugerem sua anatomia. A diferença é estabelecida, portanto, no grau de importância dos elementos eróticos para o desenvolvimento da história.
O mercado japonês também possui quadrinhos para homossexuais como yaoi para homens gays e yuri para lésbicas.

## História

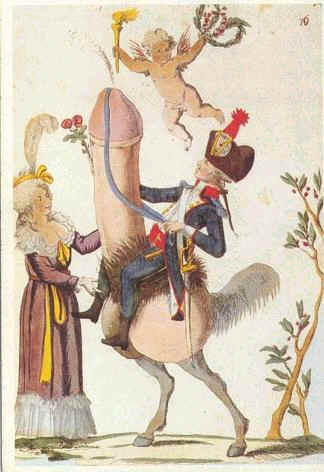
Desenho pornográfico do século XVIII, representando Maria Antonieta e o grande General francês e político Lafayette.

Erotismo tem sido uma característica dos quadrinhos quase desde que eles surgiram. Maria Antonieta, Luís XVI, e outros aristocrática foram sujeitos caricaturado em panfletos sexualmente explícitos, tais como O Vibrador Real e O Orgia Real.

Imagens sexuais têm sido uma parte da ilustração em quadrinhos japoneses, tais como O Sonho da Mulher do Pescador, que retrata uma mulher tendo relações sexuais com dois polvos.
Alguns dos primeiros quadrinhos eróticos na América do Norte eram como as chamadas tijuana bibles, que apareceram pela primeira vez na década de 1920. Eles eram tipicamente folhetos preto e branco de oito páginas com obras de arte que variaram de muito bom a muito rustico. O assunto eram geralmente aventuras sexuais de personagens de quadrinhos, bem conhecidos, figuras políticas e estrelas de cinema, produzidas sem permissão.
Vendido sob o balcão em locais como lojas de tabaco e casas burlescas, milhões de tijuana bibles foram vendidas no auge de sua popularidade na década de 1930. Eles entraram em um declínio acentuado após a Segunda Guerra Mundial e em meados da década de 1950, apenas poucas estava aparecendo no mercado.  Títulos como Jane (1932), de Norman Pett, aparecem na imprensa com um tom erótico sutil. Um exemplo claro de personagem erótica dos anos 30 é Betty Boop, criado por Max Fleischer e Grim Natwick dos estúdios Fleischer. Betty Boop é um personagem que representa uma mulher sexualizada da Era do jazz (conhecida como melindrosas), a personagem acabou sofrendo censura baseado no Código Hays.
Os heróis das primeiras tiras gráficas realistas não paravam de mostrar os seus torsos musculares e atléticos,
enquanto os suas companheiras como o Dale Arden de Flash Gordon (1934), Narda de Mandrake, O Mágico (1934) ou a Diana Palmer de O Fantasma (1936), não parecia incomodá-los, apesar dos vestidos decotados e trapos com os quais "(elas) cobriam seus encantos".
Já as revistas pulp como Spicy Detective de Harry Donenfeld  apresentavam história, nas quais heroínas tinham muita dificuldade em permanecerem vestidas, é o caso da tira  Sally the Sleuth (1934) de Adolphe Barreaux. Muitos dos primeiros editores de quadrinhos iniciaram suas carreiras nestas revistas, como Harry Donenfeld, que chegaria a fundar a DC Comics.
De maneira semelhante, a Fiction House começou como uma editora de revistas pulp, lançando em 1938 a revista Sheena, Queen of the Jungle, a primeira de muitas tarzanide seminuas. As revistas da Fiction House rotineiramente mostravam mulheres atraentes nas capas - tendência que mais tarde se tornaria conhecida como good girl art.
Na Segunda Guerra Mundial, com a popularidade das pin-up, surgiram quadrinhos de temáticas eróticas como Male Call (1943) de Milton Caniff e Katy Keene (1945) de Bill Woggon, produzidas para a Archie Comics. O erotismo desta época é popular entre os militantes do Exército dos Estados Unidos durante a guerra.
De 1946 a 1955, os quadrinhos sadomasoquistas de bondage serão transmitidos clandestinamente, primeiro na revista Bizarre e depois sob a marca Nutrix. Entre eles, destacam Sweet Gwendoline de John Willie e Eric Stanton e "Princess Elaine" de Eneg. Esse subgênero erótico decairia após a "prisão e julgamento de Irving Klaw, seu promotor mais importante".
Em 1953, Joe Shuster, co-criador do Superman, ilustrou anonimamente a série erótica Nights of Horror. Nights of Horror, publicada pela editora Malcla e centrada em temas como BDSM, tortura e fetichismo. Com 16 edições e personagens que lembravam figuras do universo de Superman, a obra foi usada como evidência no julgamento de Jack Koslow, integrante dos Brooklyn Thrill Killers, acusado de crimes violentos supostamente inspirados nos quadrinhos. Entre os materiais citados por Fredric Wertham em sua cruzada contra os quadrinhos estava Nights of Horror, Wertham utilizou a obra como evidência em casos de obscenidade, sem saber da identidade do artista. Banida pelo estado de Nova York, a série teve suas edições apreendidas, e a proibição foi confirmada pela Suprema Corte dos EUA em 1957.
Em 1954 o psicólogo Dr. Fredric Wertham publicou o livro Seduction of the Innocent, onde alegou que a delinquência juvenil que estava sendo noticiada teria sido alimentada pelas histórias em quadrinhos. Batman e Robin, incitavam comportamentos homossexuais, sugerindo que a relação entre os dois personagens era uma representação disfarçada de homossexualidade. O psicólogo também criticou o subtexto de "servidão sexual" nas histórias da Mulher-Maravilha, apontando que suas imagens de bondage e submissão estavam carregadas de erotismo, o que, segundo ele, promovia uma imagem negativa das mulheres.
Além disso, Wertham argumentava que os quadrinhos românticos traziam uma sexualização excessiva das personagens femininas, com ênfase em seios e quadris acentuados para atrair a atenção de leitores adolescentes, especialmente meninos, o que ele via como uma forma de estímulo sexual precoce e inadequado.Ironizava também os alertas como "Não Destinado a Crianças", que, segundo ele, só aumentavam o interesse juvenil, e satirizava figuras como o "superamante", versão amorosa dos super-heróis. Para Wertham, essas revistas eram ainda mais tediosas que os quadrinhos policiais, recheadas de pieguice, falsos sentimentos e hipocrisia. Ele também condenava as chamadas "rainhas da selva", como Sheena personagens femininas seminuas envolvidas em aventuras cruéis e sádicas, classificando essas histórias como material impróprio consumido por crianças sem o conhecimento dos pais.
Esse período foi marcado por uma forte repressão à diversidade sexual, e a psicologia e psiquiatria da época eram influenciadas por visões conservadoras que viam a homossexualidade como algo a ser "tratado" ou "corrigido". A EC Comics foi criticada pela violência gráfica vista em seus quadrinhos de crimes e terror ao ponto de seu editor William Gaines ter se prontificado a depor na comissão do Senado dos Estados Unidos da América, onde se colocou na defensiva afirmando que já estava censurando as passagens mais extremas de suas publicações. Um subcomitê do Senado abordou as revistas em quadrinhos (abril-junho de 1954). Como resultado, escolas e grupos de pais queimaram as publicações e em algumas cidades, leis baniram as revistas em quadrinhos. A circulação dos produtos da industria caiu drasticamente.  Em parte, a fim de evitar que o governo impusesse uma solução, as outras grandes editoras se uniram para formar a Comics Code Authority, a qual deveria censurar os quadrinhos antes destes irem para o prelo e só permitir que suas marcas aparecessem, se as histórias passassem por seus padrões de censura.
O código proibia palavrões, obscenidades, linguagem vulgar e símbolos com conotações negativas. Mulheres deveriam ser desenhadas de forma “realista”, sem exageros físicos ou poses sugestivas. Nudez, insinuações sexuais, relações ilícitas, estupro e qualquer menção a “perversões sexuais” eram terminantemente vetadas, tanto nas histórias quanto em anúncios. As histórias românticas passaram a ser centradas em conceitos patriarcais tradicionais de comportamento feminino, papéis de gênero, amor, sexo e casamento.A CCA visava garantir que os quadrinhos não ofendessem o "bom gosto", a "moral" e os valores familiares da época.
Na década de 1950, Alcides Aguiar Caminha, sb o pseudônimo Carlos Zéfiro, foi um quadrinista carioca conhecido por seus quadrinhos eróticos clandestinos, chamados s catecismos, Zéfiro se inspirou em dois principais tipos de materiais para sua produção: os  quadrinhos românticos mexicanos da Editora Editormex, que possuíam uma estética simples com um ou dois quadros por página, e as fotonovelas pornográficas de origem sueca.  Os quadrinhos de Zéfiro foram vendidos de maneira clandestina, muitas vezes circulando por meio de canais informais. Sua identidade só foi revelada em 1991, pelo jornalista Juca Kfouri, na revista Playboy.  O anonimato não era apenas uma escolha estética, mas uma necessidade: Caminha temia ser demitido, pois a legislação vigente não tolerava condutas consideradas imorais. O Estatuto dos Funcionários Públicos Civis da União (Lei nº 1.711, de 1952) previa a demissão de servidores por “incontinência pública e escandalosa” ou “vício de jogos proibidos e embriaguez habitual”. Além disso, a Lei nº 2.083, de 1953, proibia expressamente a impressão, venda ou importação de publicações consideradas obscenas, cuja definição cabia ao Juiz de Menores ou, na ausência deste, a qualquer magistrado.
Em 1955, Adolfo Aizen (Editora Brasil-América) e Alfredo C. Machado (Editora Record) receberam um conjunto de nove livretos contendo as 41 regras do Comics Code Authority.
Esse material serviu de base para a criação de um Código de Ética brasileiro, elaborado coletivamente pelas quatro principais editoras do país no início dos anos 1960, a EBAL, a Abril, a RGE e O Cruzeiro. Inspirado diretamente no modelo americano, o código nacional estabelecia diretrizes morais e pedagógicas para os quadrinhos publicados no Brasil. Ele incluía regras que limitavam a representação de violência, erotismo, comportamento desviante e críticas a instituições sociais, buscando apresentar os quadrinhos como um meio educativo e "saudável" para o público jovem. Assim como nos EUA, os gibis que seguiam essas normas recebiam em suas capas um selo que dizia “Aprovado pelo Código de Ética”, imitando inclusive o visual do selo original americano. No entanto, ao contrário do Comics Code, que se tornou praticamente obrigatório e centralizador nos Estados Unidos, o código brasileiro teve adesão parcial e menos força institucional.
Ele proibia a representação de relações sexuais, cenas de amor excessivamente realistas, anormalidades sexuais, sedução e violência carnal, sem permitir nem mesmo sua sugestão. Além disso, o código vetava o uso de palavrões, obscenidades, pornografia, vulgaridades e palavras com significados dúbios ou inconfessáveis. A gíria e expressões populares deveriam ser usadas com moderação, dando preferência à boa linguagem. Ilustrações provocantes, como a nudez ou a exibição indevida das partes íntimas, ou ainda poses sensuais e provocativas, também eram inaceitáveis.
Entre os anos 50 e 60, quadrinhos com temas eróticos que incluem diversos temas sociais como: sexo pré-matrimonial, prostituição e homoerotismo de forma mais real e madura, ao contrário das revistas de ficção de exploração que mostraram a tópicos de uma maneira irreal ou sensacionalista. A introdução de questões sociais relacionadas ao sexo predomina entre os anos da Revolução Sexual, abandonando as convenções sociais de censura na mídia popular dos anos 50. O cartum também é influenciado por correntes artísticas da pop art e da segunda onda do feminismo nascente entre os anos 50 e 60; ambos os eventos motivados para introduzir as mulheres em papéis mais ativos.

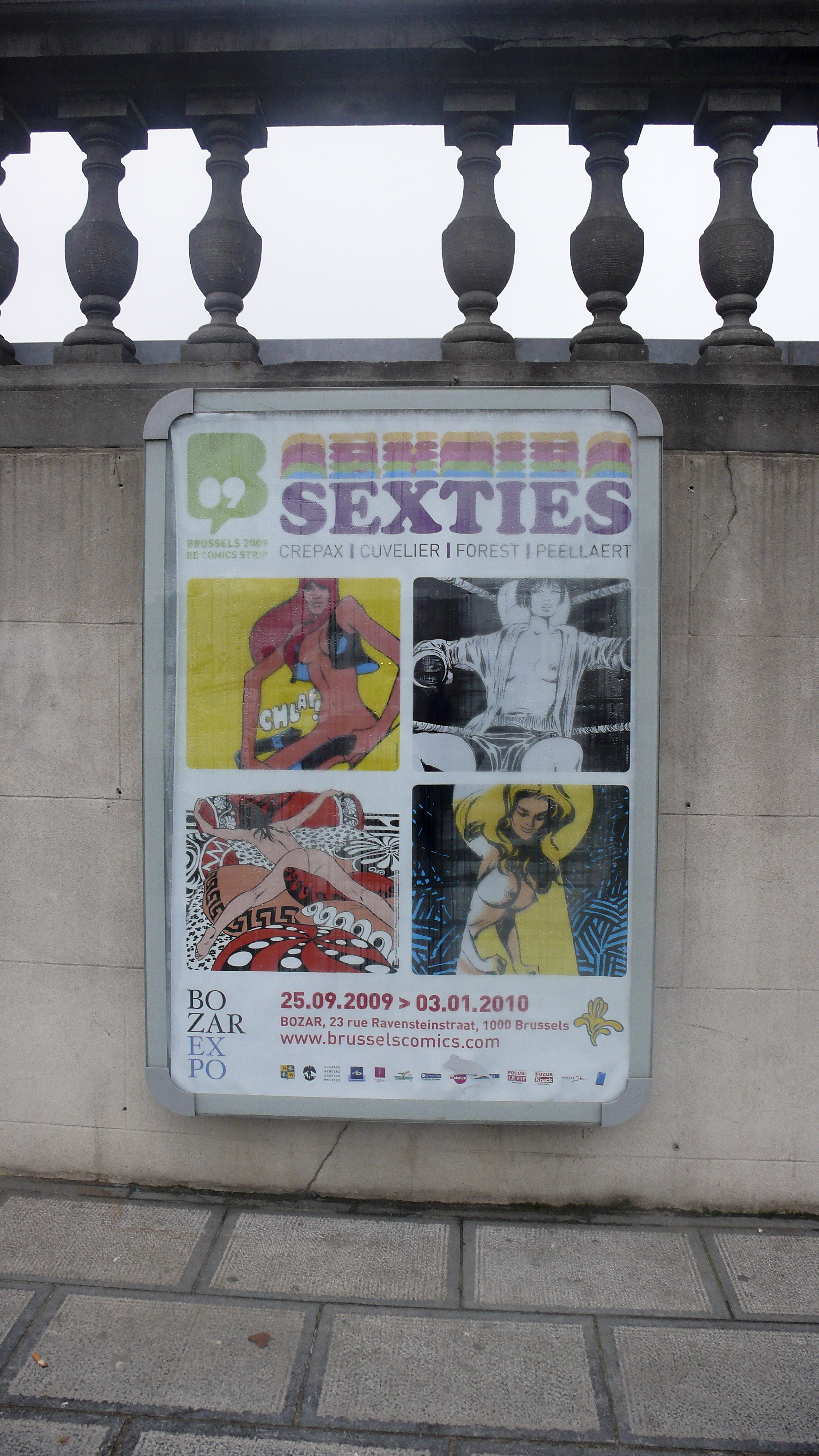
Valentina, Barbarella e outras personagens de quadrinhos eróticos europeus

Na França, o editor Eric Losfeld publicou quadrinhos de luxo para libertar heroínas autônomas e ativas em torno do sexual. A novidade era que eles não eram dominados pelos homens, como por exemplo Barbarella (1962) de Jean-Claude Forest, e Valentina (1965), pelo italiano Guido Crepax, que eram baseados nas feições de Brigitte Bardot e Louise Brooks, respectivamente. Então vieram Jodelle (1966) de Pierre Bartier e Guy Peellaert; Uranella (1966), de Pier Carpi e Floriano Bozzi; Paulette (1970), de Georges Pichard, publicada na revista Charlie Mensuel e Dracurella (1973), de Julio Ribera. Algumas também foram adaptações de clássicos literários, como o Justine, de Crepax, em 1979. Finalmente, devemos destacar também André-François Barbe, que "brinca com as ilusões sexuais da imaginação".
Em paralelo são publicados a partir de 1968 os primeiros livros sobre quadrinhos eróticos. Estes, assinados por Jacques Sadoul e Michel Bourgeois, estão principalmente interessados no acúmulo de informações, tipologias, símbolos, ao invés de estética ou na história do gênero.
Em seguida, ela expandiu seu público graças às iniciativas de alguns jornais como France-Soir, que publicou Hypocrite, de Jean-Claude Forest (1971), ou Blanche Épiphanie, de Jacques Lob e Georges Pichard (1976).
Revistas masculinas da segunda metade do século XX, eram locais comuns para  quadrinhos eróticos, principalmente um único-painel de piadas com mulheres nuas ou casais em situações sexuais. A revista Playboy, que estreou em 1953, e contou único painel de desenhos de artistas como Alberto Vargas,o artista Dan DeCarlo, Jack Cole, LeRoy Neiman, e, mais tarde a artista Olivia De Berardinis e Dean Yeagle. Nos Estados Unidos, obviamente, obras eróticas são produzidas, como Little Annie Fanny (1962), desenvolvida por Harvey Kurtzman e Will Elder para a revista Playboy, ou Sally Forth (1968) por Wally Wood. Outros misturam erotismo com terror em Vampirella (1969-1988) por Forrest J. Ackerman e Archie Goodwin, embora seu autor mais característico seja Pepe González. Herdeiros dos quadrinhos underground, Robert Crumb dá vida às suas fantasias sexuais e Richard Corben debulha Den (1973).

Um exemplo do talento de Eugênio Colonnese, criador de Mirza, para desenhar figuras femininas pode ser visto no cartaz do filme Volúpia de Mulher (1984)

No Brasil, em 1967, o italo-brasileiro Eugenio Colonnese cria a sensual vampira Mirza para a editora Jotaesse, com seus olhos verdes, cintura fina, quadris largos e pernas grossas, Mirza trazia uma anatomia mais próxima das mulheres brasileiras, inaugurando uma tradição de vampiras sexy dos quadrinhos brasileiros, em resposta, a editora Taika lança a bissexual Naiara, filha de Drácula, ilustrada pelo italiano Nico Rosso. Na década de 1980, Eugênio Colonnese decidiu reviver Mirza nas páginas da revista Mestres do Terror. Em uma das capas desenhadas por ele, a personagem aparecia com os seios à mostra. Temendo que a revista fosse recolhida das bancas, seu sócio, Rodolfo Zalla, retocou a arte cobrindo os seios de Mirza com lápis dermatográfico. A intervenção enfureceu Colonnese, que, em resposta, criou uma nova vampira ao lado do roteirista Toni Rodrigues: Nádia, outra filha de Drácula.

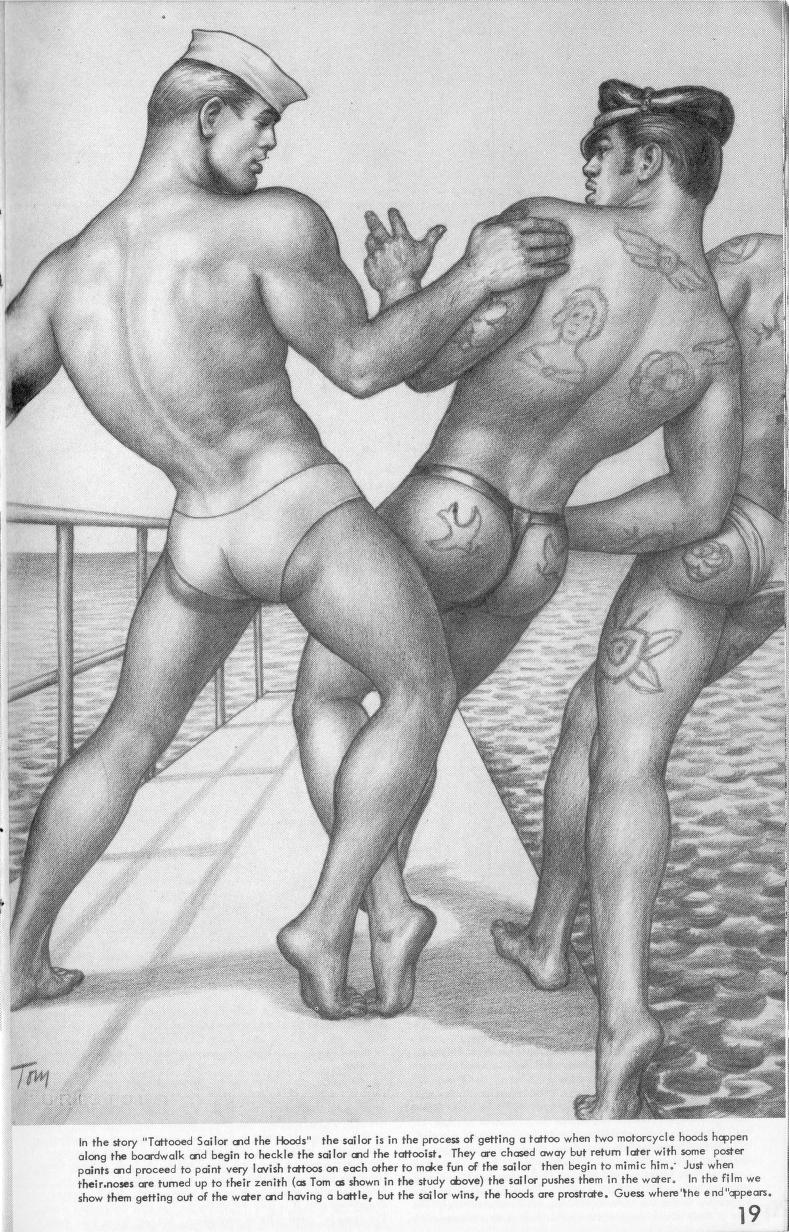
Arte homoerótica de Tom of Finland

Os primeiros quadrinhos produzidos para leitores gays e bissexuais masculinos frequentemente focavam em situações sexuais, como Kake, de Touko Laaksonen (Tom of Finland), na década de 1950, e Harry Chess, de Al Shapiro ("A. Jay"), na década de 1960. Quadrinhos de criadores como Michael Kirwan e Brad Parker eram populares em revistas com fotos pornográficas. A série antológica Meatmen, publicada do final da década de 1980 ao início dos anos 2000, apresentou uma variedade de quadrinhos eróticos gays de criadores como Belasco, John Blackburn, Bill Schmeling ("The Hun"), Shapiro, Jon Macy, Dom Orejudos ("Stephen"), Laaksonen, Bill Ward e Oliver Frey ("Zack"). Embora os quadrinhos gays tenham se expandido para abranger uma variedade de gêneros, o erotismo continuou popular, às vezes incorporado a outros gêneros, como os super-heróis eróticos de Patrick Fillion, publicados pela Class Comics, e as graphic novels sem palavras escritas por Dale Lazarov.
Alguns quadrinhos eróticos surgiram do cenário dos underground comix, como Cherry por Larry Welz. Uma ascensão / posterior de editoras independentes de quadrinhos em preto e branco nas décadas de 1980 e 1990, que inclui uma série de títulos eróticos, como Omaha the Cat Dancer de Kate Worley e Reed Waller, que combinavam o material sexualmente explícito com um melodrama e animais antropomórficos. Outros quadrinhos eróticos emergentes neste período foram Genus e Milk publicados pela Rádio Comix . XXXenophile por Phil Foglio misturando cenários de ficção científica e fantasia com situações sexuais, e uma webcomic Oglaf de Trudy Cooper e Doug Bayne que combina humor e sexualidade diversa, com tropos de fantasia medieval.
Revistas em quadrinhos como Métal hurlant e L'Echo des Savanes ajudaram a introduzir novos escritores e ilustradores do gênero. Hoje em dia um gênero em si, os quadrinhos para adultos estão presentes principalmente em revistas especializadas como Bédéadult' ou BD X, com autores importantes como Robert Hugues.
Fora do mainstream, devemos destacar dois fenômenos:
- A introdução do erotismo nos quadrinhos infanto-juvenis. No Japão tais trabalhos foram em grande parte suprimidos pelo governo, no entanto, como o o mercado de mangás japoneses se desenvolvendo após a 2º Guerra Mundial, Go Nagai causou uma grande controvérsia com sua obra Harenchi Gakuen (1968-1972, revista Shonen Jump).[44][45] enquanto na Bélgica, François Walthéry desenhou o "primeiro personagem de revista infantil que tinha curvas além do usual": A aeromoça Natacha (1970) .16 Na Espanha, destaca as mulheres deslumbrantes de Iñigo (Lola) e Carrillo.

No Japão, quadrinhos eróticos, como Ero Mangatropa (1973), Erogenica (1975) e Alice (1977) foram produzidos. Em 1979, o mangaká Azuma Hideo produziu Cybele, que apresentava histórias sexualmente explícitas com personagens desenhados em um estilo "fofo", o que levou ao surgimento de antologias lolicon com meninas precoces, como Lemon People e Petit Apple Pie. Também foi desenvolvido o shotacon, um gênero correspondente de quadrinhos eróticos com meninos precoces. Na década de 1970, o mangá shōjo ("quadrinhos para meninas") começou a apresentar histórias platônicas de relacionamento entre meninos, que se desenvolveram no yaoi. Esse gênero, criado principalmente por mulheres para leitoras do sexo feminino, apresenta histórias de homens jovens em relacionamentos românticos e sexuais, muitos dos quais são sexualmente explícitos.
Outra vertente fundamental desse universo são os dōjinshis (同人誌), publicações independentes produzidas por amadores ou pequenos grupos. Traduzidos comumente como "fanzines", muitos dōjinshis focam em material erótico, seja com personagens originais ou versões explícitas de personagens de obras populares (tais como os tijuana bibles americanos). No Ocidente, essas obras são frequentemente chamadas de H-dōjinshi ou hentai-dōjinshi, derivando do uso da letra "H" no Japão como abreviação de ecchi. Essas obras são comumente distribuídas em eventos como o Comiket, fundado em 1975, um evento inteiramente dedicado à circulação e celebração dos dōjinshi.
Hoje, o mercado japonês utiliza termos como ero mangá (エロ漫画), 18-kin (18禁, “proibido para menores de 18 anos”) e seijin mangá (成人漫画, “mangá para adultos”) para classificar essas publicações.
Na EDREL do nipo-brasileiro Minami Keizi, Claudio Seto se inspirou nos quadrinhos japoneses, trazendo influências dos ecchis na revista Maria Erótica. Por conta do conteúdo das revistas, a editora foi alvo de censura pela Ditadura Militar e fechada em 1972. Em meados da década de 70, os quadrinhos adultos se tornaram um fenômeno social no Ocidente e impuseram "uma mitologia feminina de ampla circulação" que permitirá o surgimento de uma produção em massa de revistas eróticas na Itália com títulos. como  Blancanieves, Hessa, Lucifera, Belzeba e Zora, la vampira, geralmente de baixa qualidade.
No final da década de 1970, a principal editora de quadrinhos eróticos do país foi com a revista de bolso Peteca, que mesclava erotismo e conteúdo educativo sobre sexo. A primeira edição vendeu 100 mil exemplares, sendo que 31.500 logo no lançamento. A revista teve ao todo 115 edições. Em 1978, Claudio Seto resgata a personagem Maria Erótica na editora Grafipar de Curitiba, além de criar a Katy Apache, uma cowgirl a ideia inicial era publicar o faroeste italiano Swea Otanka, sobre uma índia loira descendente de vikings. Katy se parecia com Hannie Caulder do filme de mesmo nome, estrelado pela atriz Raquel Welch. Tal como Caulder, Katy veste apenas um poncho. A editora investiu em outros títulos: como Quadrinhos Eróticos, Fêmeas, Próton, Perícia, entre diversas outras. A editora chegou a ter a primeira publicação brasileira voltada para o público homossexual, a revista Rose, que foi feita inicialmente para as mulheres interessadas em nu masculino mas acabou sendo mais consumida pelo público gay. Após o fim da Grafipar, Franco de Rosa e Sebastião Seabra artistas que colaboravam com a editora, passam a colaborar com a editora NG (também conhecida como Maciota e Press) em revistas eróticas como Sexo em Quadrinhos, Coisas Eróticas e Close - Quadrinhos Eróticos, essa última inspirada na modelo transexual Roberta Close, nesses trabalhos, Seabra adotou o pseudônimo de Sebastião Zéfiro, que era uma uma homenagem a Carlos Zéfiro e ao mesmo tempo, um recurso para não prejudicar seu trabalho como ilustrador de livros didáticos e infantis.

Druuna por Paolo Eleuteri Serpieri.

Nos anos 80, o tema erótico é cultivado sem dissimulação, sendo o italiano Milo Manara o mais famoso dos seus representantes, com trabalhos como Click! (1984), que teria várias sequências. Alfonso Azpiri e o ressonante Paolo Eleuteri Serpieri combinam isso com ficção científica em obras como Lorna (1979) e Druuna (1985). Outros autores proeminentes são Franco Saudelli ou Alex Varenne.  O cartunista alemão Ralf König começou a produzir quadrinhos eróticos gay no mesmo período. O belga Tom Bouden produziu diversos álbuns com as aventuras sexuais de jovens. Gengoroh Tagame começou a produzir mangás eróticos desenhados a partir de seus próprios interesses sexuais, apresentando homens grandes e masculinos envolvidos em sexo sadomasoquista entre si. Em torno desses trabalhos, desenvolveu o gênero mangá bara, que apresenta homens em histórias escritas para gays e bissexuais.
Durante os anos 90, Jordi Bernet ilustrou Clara de noche (1992) e Cicca Dum-Dum (1998), ambas com humor, enquanto Mónica y Bea (Pequeñas viciosas) apresentaram em El Víbora personagens femininas perversas, envoltas em um surrealismo mórbido sensual.

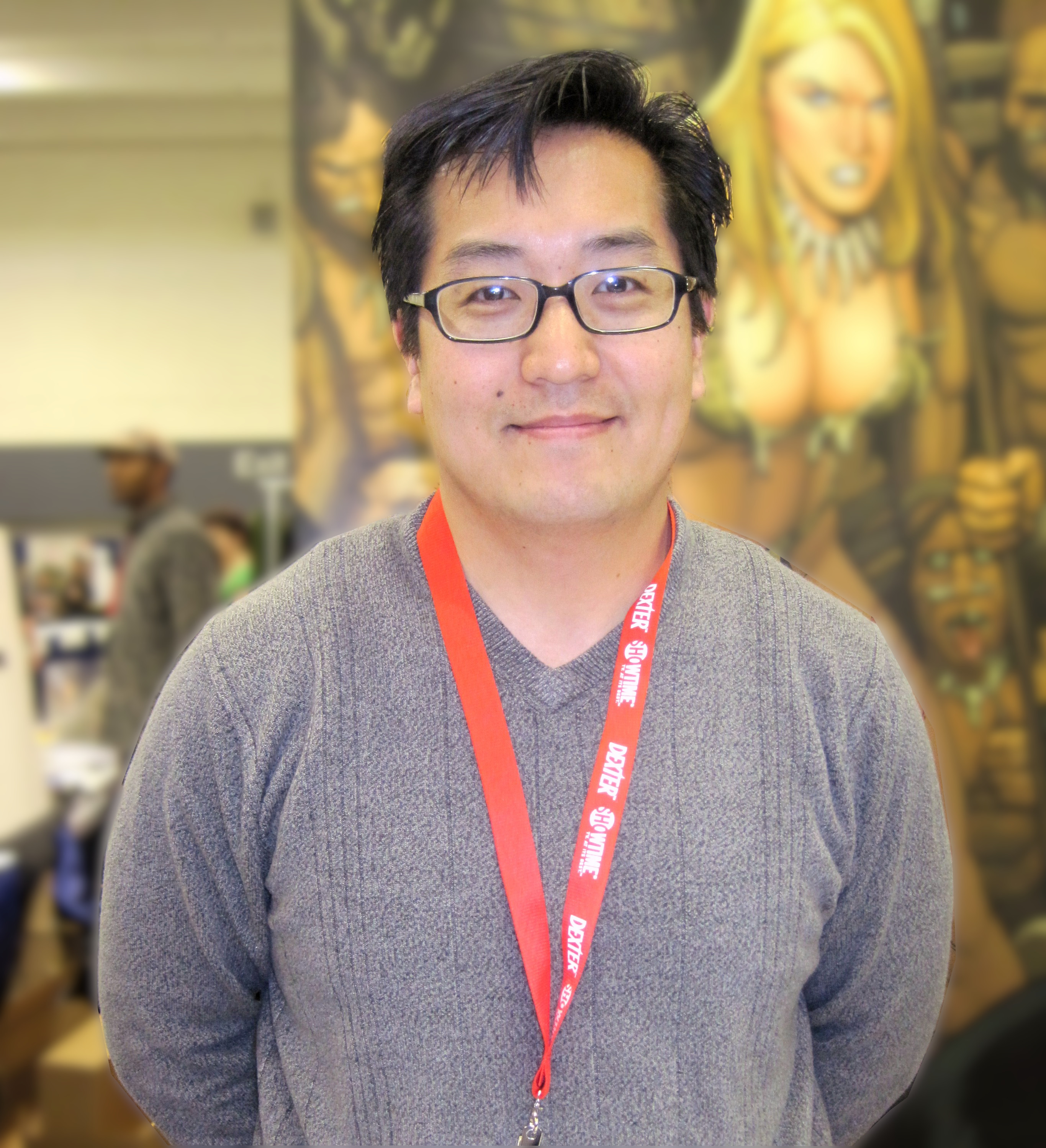
O quadrinista Frank Cho e sua "Jungle Girl" ao fundo.

Na década de 2000, com o sucesso dos anos animes e mangás no Brasil, a Editora Escala investiu em selos como o Xanadu, a revista Hentai X, inspirado nos hentais, que teve mais de 150 edições, publicando trabalhos de artistas como Wanderley Felipe, Caio Tiago, MT, Sergio Toshihiro, Fabio Paulino, Edilson José, Tommy Tido, Miguel X e Xandinha.
Eugênio Colonnese publica pela Opera Graphica, o álbum Bruuna X , uma paródia a Druuna.
Pela revista Sexy Total, spin-off da revisa Sexy da editora Rickdan, Laudo Ferreira publica a personagem Tianinha, que chegou a ser ilustrada por Eugêio Colonnese, Mozart Couto, Sebastião Seabra, Emir Ribeiro, Daniel Brandão, Hélcio Rogério, Paulo Yokota, Alan Goldman entre outros. Após o cancelameno da revista em 2009, Laudo reviveu a personagem em 2016, no álbum A experiência Tianinha pelo Instituto HQ em 2017 de forma independente.
Nos últimos anos, podemos destacar os primeiros passos de Alan Moore no gênero com Lost Girls, e uma série de criadores, que embora escassos, muitas vezes fornecem um ponto de vista diferente do dominante. No caso de Giovanna Casotto, que aposta em histórias do cotidiano mais ou menos surpreendentes e das quais podemos destacar sua virtuosidade gráfica. Fraise et Chocolat de Aurélia Aurita está mais próximo do erotismo do que da pornografia, onde narra em estilo underground sua experiência amorosa, explicando de maneira muito natural e desinibida suas próprias relações sexuais.
No século XX, as heroínas da selva foram resgatadas com seu erotismo implícito. Em 2005, Shanna teve uma minissérie produzida pelo quadrinista Frank Cho, que também criou sua própria garota das selvas, Jana, publicada na minissérie Jungle Girl, pela Dynamite Entertainment.
Embora a produção e distribuição de pornografia seja ilegal na Índia, ela continua sendo popular, e uma pequena indústria de quadrinhos eróticos se desenvolveu lá no início do século XXI. A série Savita Bhabhi, sobre as aventuras sexuais de uma dona de casa entediada e emocionalmente negligenciada, desafiou essas restrições legais. Kirtu, a editora ds webcomic, também publica outras séries de quadrinhos eróticos online em seu site. Savita Bhabhi foi posteriormente adaptado para um filme de animação  de mesmo nome em 2013 lançado na Internet pela Kirtu.

### Livros
- Jones, Gerard (2006). Homens do Amanhã - geeks, gângsteres e o nascimento dos gibis. [S.l.]: Conrad Editora. ISBN 85-7616-160-5

- AGUILERA, Ricardo e LORENZO FÉLIX DÍAZ (1989). Gente de comic: De Flash Gordon a Torpedo. [S.l.]: Madrid: Diario 16, suplemento de Gente

### Artigos
- Moya, Álvaro (2005). «Sexo em quadrinhos». Eclipse Quadrinhos - Especial Kaboom (1)
- Lucchetti, Marco Aurélio (dezembro de 2009). «Sob o domínio de Eros - O erotismo nos quadrinhos». Ribeirão Preto: Cineclube Cauim. Jornal do Cinema (5)
- Lucchetti, Marco Aurélio (março de 2010). «Sob o domínio de Eros - O erotismo nos quadrinhos - Parte 2». Ribeirão Preto: Cineclube Cauim. Jornal do Cinema (6)
- Lucchetti, Marco Aurélio (julho de 2010). «Sob o domínio de Eros - O erotismo nos quadrinhos - Parte 3». Ribeirão Preto: Cineclube Cauim. Jornal do Cinema (7)

### Web
- Desconhecido (2009). «Secret Identity: The Fetish Art Of Joe Shuster». paulgravett.com
- Érico Assis (2009). «Livro revela desenhos eróticos de co-criador do Superman». omelete.com.br
- «Erotic Comics». Lambiek (em inglês). Consultado em 15 de dezembro de 2019
- Tom Leão (8 de novembro de 2010). «Raros quadrinhos eróticos americanos dos anos 1930 a 50 ganham caixa de luxo em português». Extra